# Gorges d'Aradéna
 (juillet 2018).
Si vous disposez d'ouvrages ou d'articles de référence ou si vous connaissez des sites web de qualité traitant du thème abordé ici, merci de compléter l'article en donnant les références utiles à sa vérifiabilité et en les liant à la section « Notes et références ».
Les gorges d'Aradéna (en grec moderne : Φαράγγι Αράδαινας) sont situées dans la partie occidentale de la Crète, dans le sud du massif des Lefká Óri (ou Montagnes Blanches).

## Situation
Les gorges d'Aradena se trouvent dans le dème de Sfakiá, sur la côte sud du district régional de La Canée. Elles s'étendent du versant sud des Montagnes Blanches à la petite plage de Marmara.

## Description
Bien que beaucoup moins renommées que les gorges voisines de Samaria, le gorges d'Aradéna n'en sont pas moins tout aussi spectaculaires. Ces gorges doivent leur nom au village voisin d'Aradéna, un village abandonné qui abrite une petite chapelle byzantine datant du XIVe siècle.
Aucun cours d'eau ne coule au fond de ces gorges qui sont le résultat de l'activité  tectonique. Elles sont en fait une faille de la croûte terrestre. Elles sont nées il y a plusieurs millions d'années des forces mises en jeu par la collision de la plaque africaine avec la plaque eurasienne.
Les gorges sont longues de 4 kilomètres et ont un dénivelé de 650 mètres. Elles débouchent sur la petite plage de Marmara située à 2 kilomètres à l'ouest du petit port de Loutro.
Elles sont beaucoup moins fréquentées que leur célèbres voisines. Elles s'adressent à un public plus sportif. Certains passages sont vertigineux et ont dû être aménagés. D'autres passages sont encombrés de gros blocs de roche, notamment des blocs de marbre particulièrement glissants.
À l'entrée des gorges, côté amont, un pont Bailey dont le tablier est fait de grosses poutres de bois les franchit. Ce pont se prête à la pratique du saut à l'élastique. Il s'agit d'un don fait par un riche américain pour désenclaver le village d'Ágios Ioánnis.
Les principaux habitants de ces gorges sont des chèvres sauvages.